# Ginebra
Ginebra è un comune della Colombia facente parte del dipartimento di Valle del Cauca.
L'abitato venne fondato da Marco Reyes, Sixto Tascón, Maximiliano Tascón, Lisímaco Saavedra, Alberto Saavedra e Ramón Tascón nel 1909, mentre l'istituzione del comune è del 1949.